# STS–51–B
Az STS–51–B jelű küldetés az amerikai űrrepülőgép program 17., a Challenger űrrepülőgép 7. repülése.

## Küldetés
Második alkalommal utazott a világűrbe az űrrepülőgép rakterében a Spacelab mikrogravitációs laboratórium. A legénység tagja volt az első holland űrhajós, Lodewijk van den Berg is.

## Jellemzői
A beépített kanadai Canadarm (RMS) manipulátor kart 50 méter kinyúlást biztosított (műholdak indítás/elfogása, külső munkák [kutatás, szerelések], hővédőpajzs külső ellenőrzése) a műszaki szolgálat teljesítéséhez. A küldetés ideje alatt kettő alkalommal gyakorolták a vészhelyzetben történő műveleteket (GAS).

### Első nap
1985. április 29-én a szilárd hajtóanyagú gyorsítórakéták (SRB) segítségével Floridából, a Cape Canaveral (KSC) Kennedy Űrközpontból, a LC39–A jelű indítóállványról emelkedett a magasba. Az orbitális pályája 91,5 perces, 57 fokos hajlásszögű, elliptikus pálya perigeuma 346 kilométer, az apogeuma 353 kilométer volt.
Felszálló tömeg indításkor 111 676 kilogramm, műveleti tömege a pályán 99 453 kilogramm, leszálló tömeg 96 097 kilogramm. Szállított hasznos teher felszálláskor/leszállásnál 14 198 kilogramm

## Hasznos teher
Az űrrepülőgép rakományterében rögzített Spacelab mikrogravitációs modulban 12 órás váltásban dolgoztak az űrhajósok. Kutatási munkájukhoz (anyagtudomány, élettudomány, áramlástan, légkör fizika, csillagászat) folyamatosan kaptak támogatást, egy a Földön elhelyezett kontroll laboratórium segítségével. 15 elsődleges kísérletből 14 sikeresen elvégeztek.
Speciális ketrecekben másodszor repült, tudományos kísérletek érdekében nem emberi élőlény, két mókusmajom és 24 patkány a világűrbe.

### Speciális teher
A tehertérben rögzített Spacelab kutató modul mellett kettő (NUSAT, GLOMR) speciális terhet (világűrbe kihelyezendő) is szállítottak a világűrbe. A Canadarm (RMS) manipulátor kar segítségével végezték a telepítést.

#### NUSAT
Észak Utah műhold (Northern Utah Satellite) vagy G–010 (Getaway = távozó).  Feladata radarállomások bemérésének (kalibrálásának) segítése. Kódja: SSC 15666, súlya 52 kilogramm volt. A küldetés első napján sikeresen pályairányba telepítették. 1986. december 15-én belépve a légkörbe megsemmisült. Szolgálati ideje 594 nap, azaz 1,63 év volt.

#### GLOMR
A Global Low Orbiting Message Relay Satellite, az egész világra kiterjedő, alacsony pályán keringő üzeneteket vevő/továbbítótó (relé állomás) műhold, technikai okok miatt nem lehetett telepíteni, visszatért a Földre.

### Hetedik nap
1985. május 6-án Kaliforniában az Edwards légitámaszponton szállt le. Összesen 7 napot, 00 órát, 8 percet és 46 másodpercet töltött a világűrben. 4 651 621 kilométert (2 890 383 mérföldet) repült, 111 alkalommal kerülte meg a Földet. Egy különlegesen kialakított Boeing 747 tetején visszatért kiinduló bázisára.

## Személyzet
(zárójelben a repülések száma az STS–51–B-ig, azzal együtt)
- Robert Franklyn Overmyer (2), parancsnok
- Frederick Gregory (1), pilóta
- Don Lind (1), küldetésfelelős
- Norman Thagard (2), küldetésfelelős
- William Thornton (2), küldetésfelelős
- Lodewijk van den Berg (1), rakományfelelős,
- Taylor Wang (1), rakományfelelős

### Tartalék személyzet
- Mary Helen Johnston küldetésfelelős
- Eugene Huu-Chau Trinh küldetésfelelős

### Visszatérő személyzet
- Robert Franklyn Overmyer (2), parancsnok
- Frederick Gregory (1), pilóta
- Don Lind (1), küldetésfelelős
- Norman Earl Thagard (2), küldetésfelelős
- William Edgar Thornton (2), küldetésfelelős
- Lodewijk van den Berg (1), rakományfelelős,
- Taylor Wang (1), rakományfelelős